# Olympische Geschichte Chiles
| Gelbes Symbol für Goldmedaillen mit stilisierten Olympischen Ringen | Graues Symbol für Silbermedaillen mit stilisierten Olympischen Ringen | Braundes Symbol für Bronzemedaillen mit stilisierten Olympischen Ringen |
| ------------------------------------------------------------------- | --------------------------------------------------------------------- | ----------------------------------------------------------------------- |
| 3                                                                   | 8                                                                     | 4                                                                       |

Chile, dessen NOK 1934 gegründet und im selben Jahr vom IOC anerkannt wurde, schickte schon 1912, 1920, 1924 und 1928 Sportler zu den Olympischen Spielen, seit 1948 auch zu Winterspielen. Chile nahm an den Jugend-Sommerspielen teil, zu den Jugend-Winterspielen wurden noch keine Jugendlichen geschickt.

## Allgemeine Übersicht

### Sommerspiele
Das chilenische NOK gibt an, dass der Leichtathlet Luis Subercaseaux 1896 in Athen in drei Disziplinen antrat. Er wird jedoch im offiziellen Bericht der Spiele nicht genannt. Auch das IOC listet ihn nicht als Teilnehmer, obwohl auch hier 14 teilnehmende Nationen genannt werden.
1900, 1904 und 1908 nahm Chile nicht teil. 1912 in Stockholm trat Chile mit einer Mannschaft aus Leichtathleten, Reitern, Radrennfahrern und Sportschützen an. Die Schützen Harald Ekwall und Félix Alegría waren die ersten gesicherten Olympiateilnehmer Chiles. Sie traten am 29. Juni 1912 zum Wettkampf mit der Duellpistole an.
Boxer, Fechter und Tennisspieler aus Chile nahmen erstmals 1924 teil. Im Marathonlauf wurde Manuel Plaza Sechster. 1928 in Amsterdam konnte er die Silbermedaille gewinnen. Damit war er der erste chilenische Medaillengewinner bei Olympischen Spielen. In Amsterdam nahmen erstmals Schwimmer und eine Fußballmannschaft teil. Die chilenische Fußballauswahl schied schon nach dem ersten Spiel, einem Vorrundenspiel gegen Portugal, das mit 2:4 verloren wurde, aus.
1932 nahm Chile nicht teil. 1936 gingen zum ersten Mal eine Basketballmannschaft und Segler an den Start. Mit der Leichtathletin Raquel Martínez nahm am 3. August 1936 zum ersten Mal eine chilenische Frau an Olympischen Spielen teil. Der Segler Erich Wichmann-Harbeck wurde im Finn-Dinghi Vierter. Wasserball, Moderner Fünfkampf und Wasserspringen stand 1948 in London zum ersten Mal im Programm der chilenischen Mannschaft. Mit drei Siegen in fünf Spielen qualifizierten sich die Basketballer für das Viertelfinale, in dem sie Frankreich unterlagen. In der Platzierungsrunde schlug man die Tschechoslowakei und unterlag schließlich Uruguay im Spiel um Platz 5. Der Fünfkämpfer Nilo Floody wurde im Endklassement Neunter.
1952 in Helsinki gingen erstmals chilenische Ruderer an den Start. In Helsinki gewann der Springreiter Óscar Cristi sowohl im Einzel als auch mit der Mannschaft die Silbermedaille. Die Basketballer konnten sich steigern. Mit zwei Siegen in drei Vorrundenspielen qualifizierte man sich für das Viertelfinale, das in zwei Gruppen ausgetragen wurde. Hier unterlag man dreimal in drei Spielen. In der Platzierungsrunde wurde Bulgarien geschlagen, das Spiel um Platz fünf gewann man gegen Brasilien.
1956 in Melbourne gewann Marlene Ahrens mit Silber im Speerwurf die erste olympische Medaille einer chilenischen Frau. Die Boxstaffel Chiles steuerte drei weitere Medaillen bei und machte somit die Teilnahme in Melbourne zum erfolgreichsten Olympiastart Chiles für die nächsten 48 Jahre. Im Mittelgewicht gewann Ramón Tapia Silber. Bronze gewannen Claudio Barrientos im Bantamgewicht und Carlos Lucas im Halbschwergewicht. Im Kunstspringen wurde Günther Mund Siebter. 1960 in Rom konnte Marlene Ahrens wieder das Speerwurffinale erreichen, wurde diesmal jedoch nur Zwölfte. Im Trapschießen erreichte Juan Enrique Lira Platz sechs. In Mexiko-Stadt 1968 wurde Nicolas Atalah im Skeetschießen Sechster, sein Mannschaftskamerad Jorge Jottar Siebter. Die folgenden Teilnahmen blieben für Chile erfolglos, wobei 1980 dem Boykottaufruf der USA gefolgt und keine Mannschaft nach Moskau geschickt wurde.
1984 in Los Angeles belegte der Kugelstoßer Gert Weil Platz sechs. Die Fußballmannschaft Chiles erreichte nach einem Sieg und zwei Unentschieden in drei Vorrundenspielen das Viertelfinale gegen Italien und schied dort nach einer 0:1-Niederlage in der Verlängerung aus. In Los Angeles nahm zum ersten Mal ein chilenischer Judoka am Olympiaturnier teil. In Seoul 1988 konnte Alfonso de Iruarrízaga Silber im Skeetschießen gewinnen. Gert Weil wiederholte im Kugelstoßen seinen sechsten Platz von Los Angeles. Zum ersten Mal gingen chilenische Tischtennisspieler an den Start.
1996 in Atlanta trat erstmals ein Gewichtheber aus Chile an. 2000 in Sydney kamen Taekwondo, Triathlon und Bogenschießen hinzu. In Sydney konnte die Fußballmannschaft der Männer die Bronzemedaille gewinnen. Mit zwei Siegen in drei Vorrundenspielen qualifizierte sich das Team für das Viertelfinale. Hier wurde Nigeria mit 4:1 geschlagen. Im Halbfinale unterlag Chile Kamerun mit 1:2. Das Spiel um Bronze gegen die USA gewann Chile dann mit 2:0.

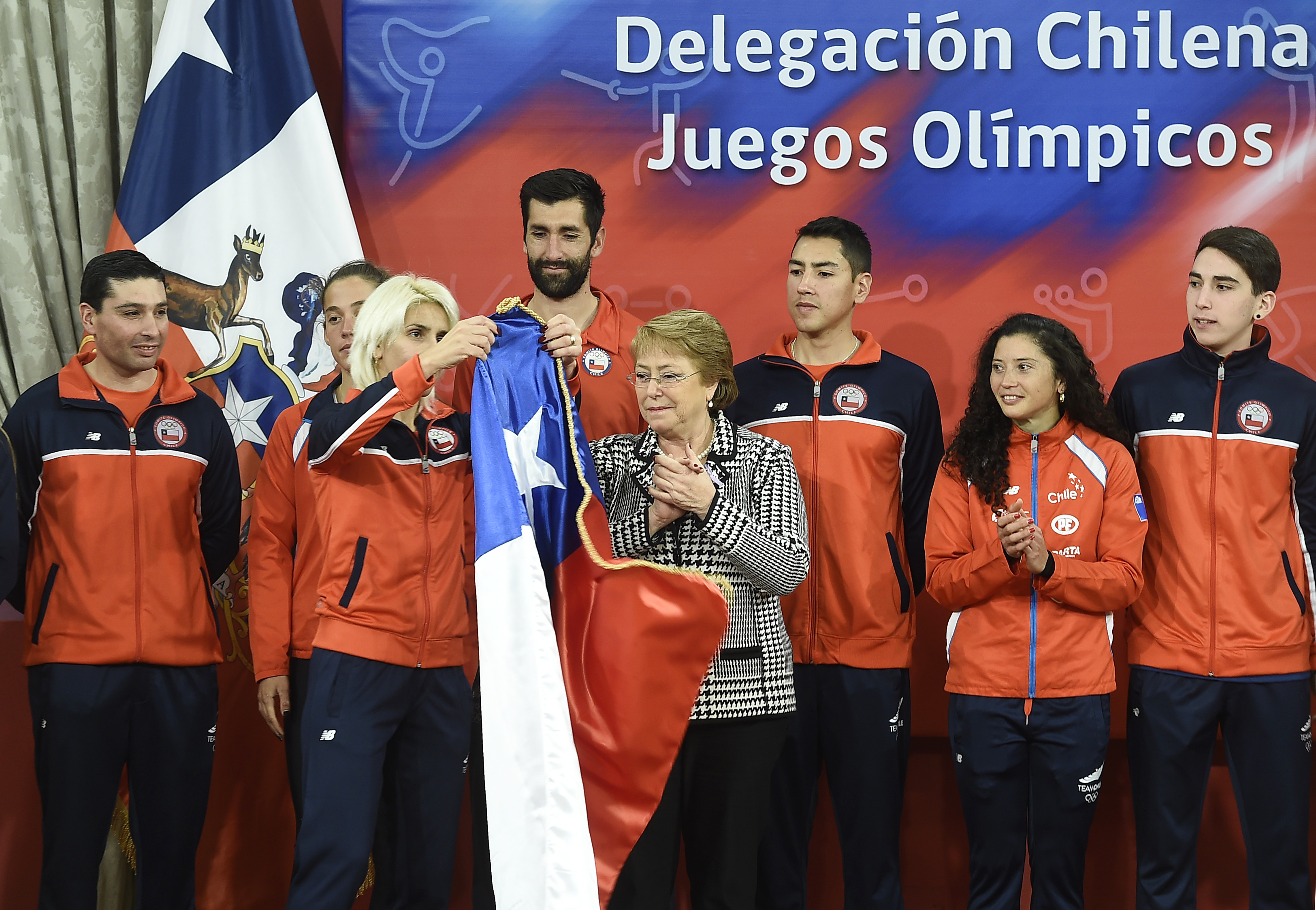
Präsidentin Michelle Bachelet überreicht Érika Olivera die Flagge für die Olympischen Spiele 2016

Die Teilnahme 2004 in Athen wurde für Chile die erfolgreichste Teilnahme in seiner olympischen Geschichte. Das Tennis-Doppel Fernando González/Nicolás Massú schlug am 22. August 2004 das deutsche Duo Nicolas Kiefer/Rainer Schüttler in fünf Sätzen und schaffte so den ersten chilenischen Olympiasieg. Einen Tag später gewann Massú die Einzelkonkurrenz und wurde damit erster chilenischer Doppelolympiasieger. González gewann das Spiel um die Bronzemedaille. In Athen nahm erstmals ein chilenischer Kanute teil.
Fernando González gewann 2008 in Peking noch einmal die Silbermedaille. In der Anzahl der Medaillen ist er damit der bislang erfolgreichste Chilene bei Olympischen Spielen. 2012 in London startete zum ersten Mal ein chilenischer Ringer und zwei Turner. Die Kugelstoßerin Natalia Duco wurde Neunte. Im Skeetschießen belegte Francisca Crovetto Platz acht, 2024 gewann sie die Goldmedaille. Der Turner Tomás González erreichte zwei Gerätefinals. Sowohl am Boden als auch beim Pferdsprung wurde er Vierter. 2016 in Rio de Janeiro qualifizierte sich Natalia Duco erneut für das Finale im Kugelstoßen. Diesmal belegte sie Platz neun. María Fernanda Valdés erreichte im Gewichtheben Platz sieben im Mittelschwergewicht. Bárbara Riveros Díaz wurde im Triathlon Fünfte. Auch in Rio erreichte der Turner Tomás González das Finale am Boden. Diesmal belegte er Platz sieben. In Rio nahmen erstmals chilenische Beachvolleyballspieler und ein Golfer teil.

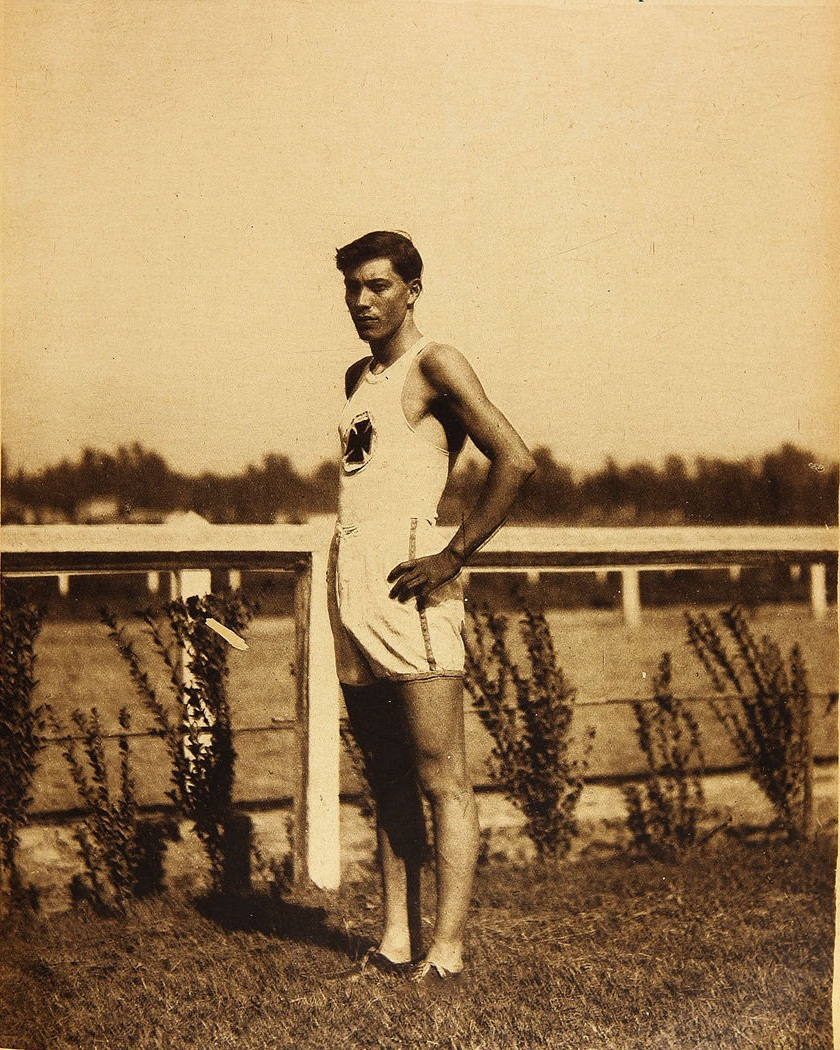
Manuel Plaza, erster chilenischer Medaillengewinner
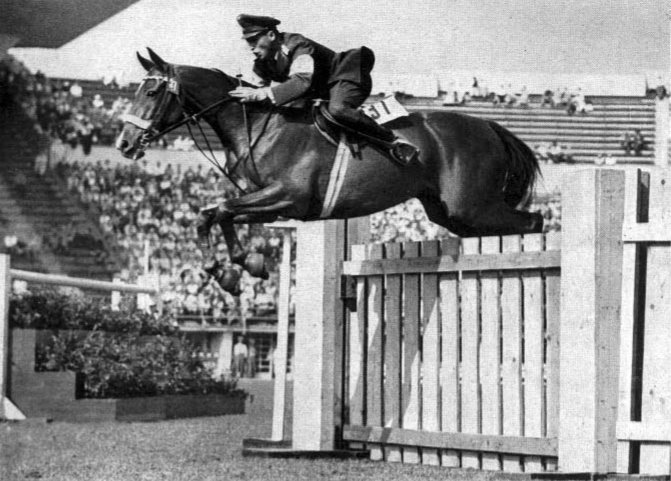
Óscar Cristi, Silbermedaille (Einzel und Mannschaft) im Springreiten 1952
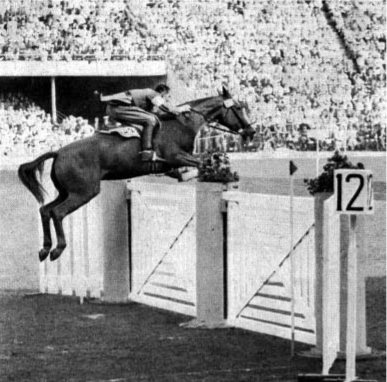
Ricardo Echeverría, Silbermedaille (Mannschaft) im Springreiten 1952
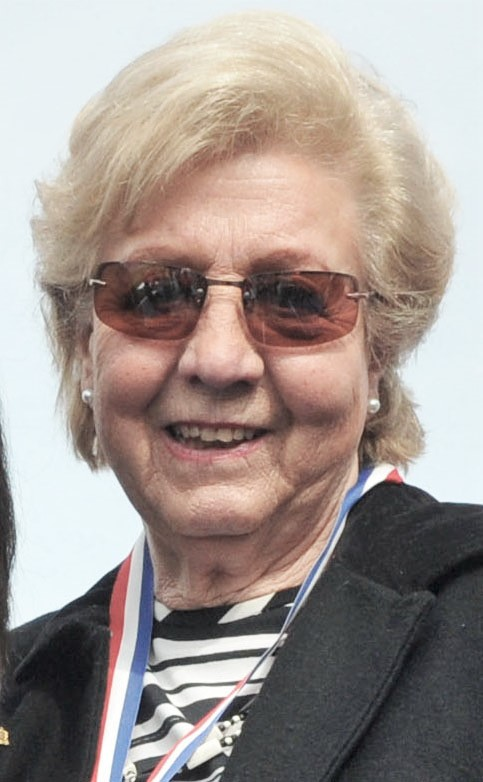
Marlene Ahrens, Chiles erste Medaillengewinnerin
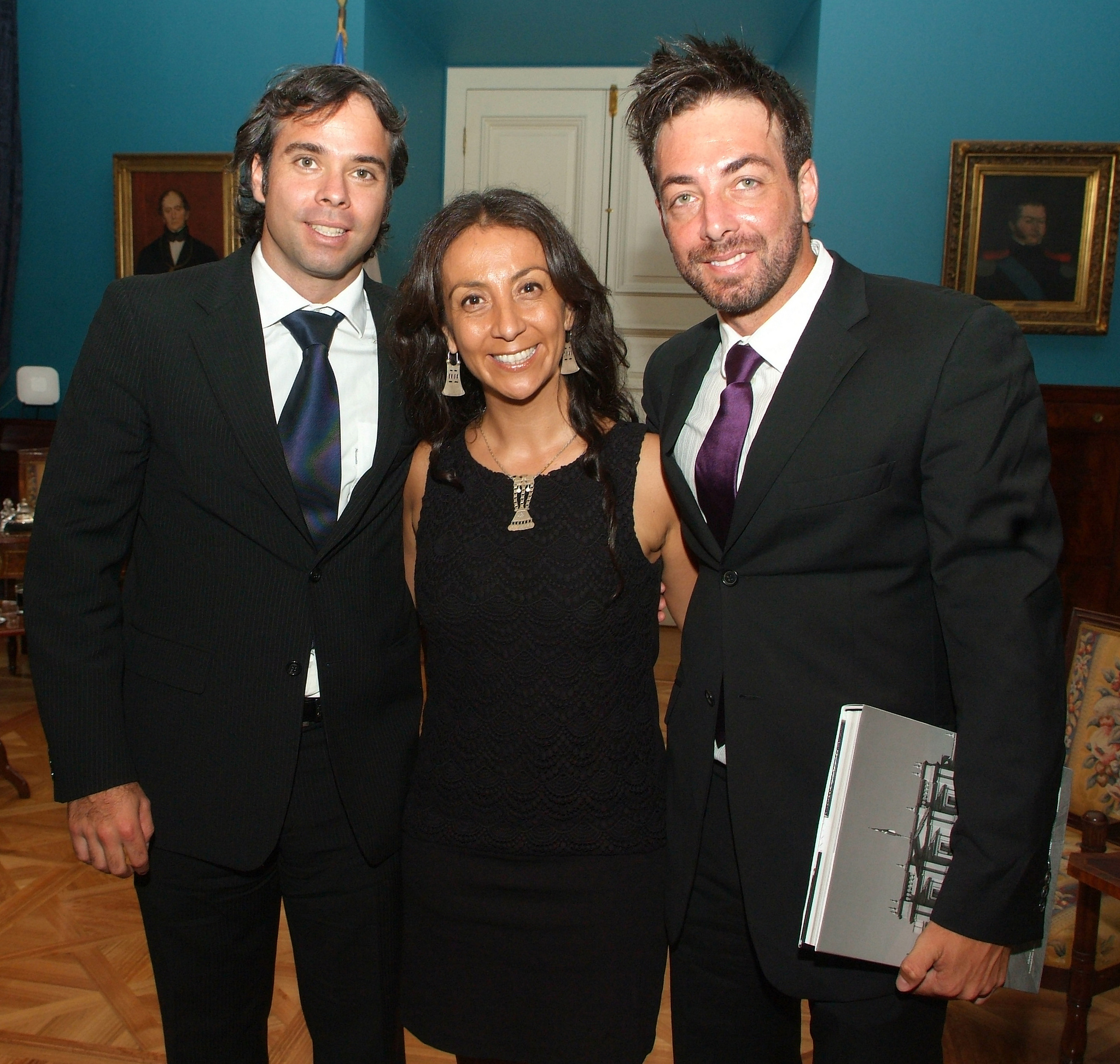
Chiles Olympiasieger Fernando González (l.) und Nicolás Massú (r.)
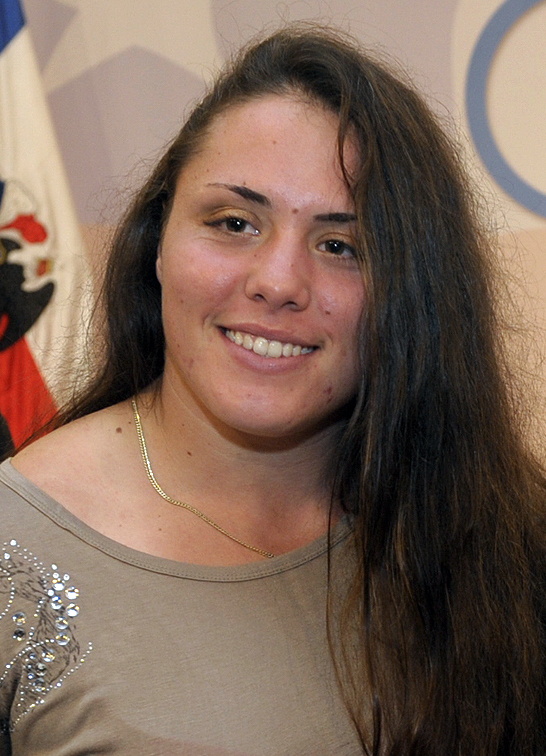
Natalia Duco
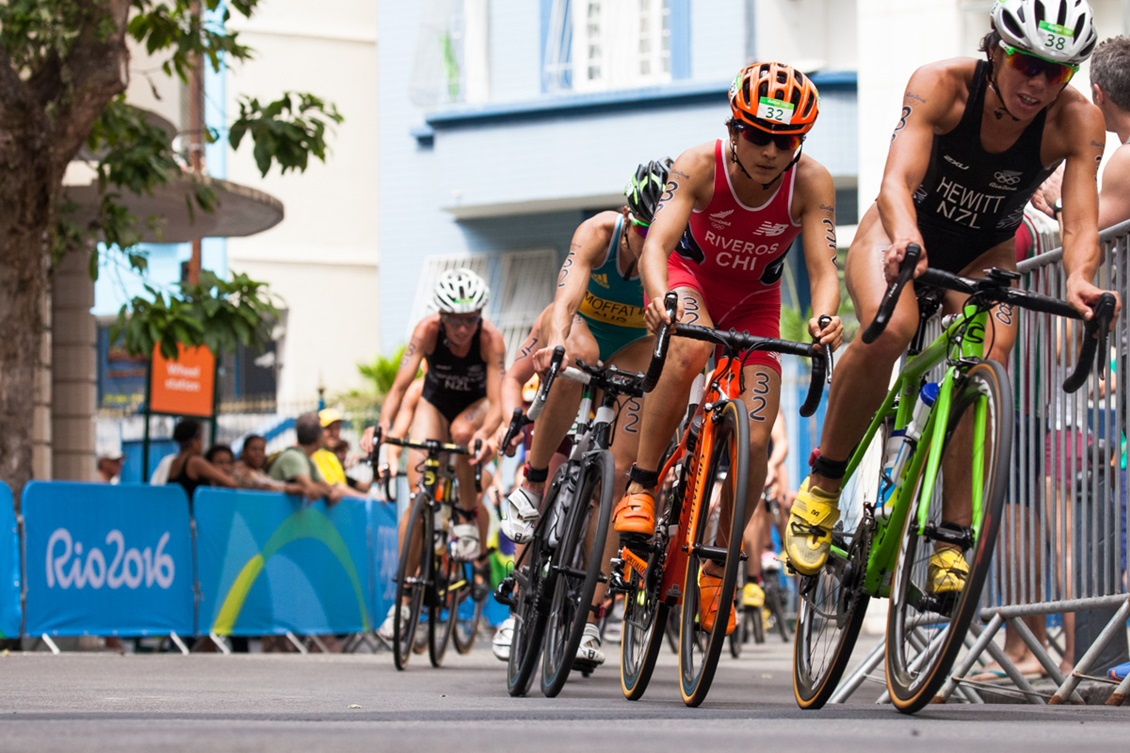
Bárbara Riveros Díaz (Nr. 32) beim Triathlon 2016

### Winterspiele
Die ersten chilenischen Wintersportler nahmen 1948 in St. Moritz teil. Die chilenische Mannschaft bestand aus vier alpinen Skirennfahrern. Erste Winterolympioniken waren Hernan Oelckers, Arturo Hammersley, Jaime Errázuriz und Gonzalo Domínguez, die am 2. Februar 1948 in der Abfahrt antraten. Am 13. Februar 1968 war Verena Vogt die erste chilenische Frau, die an Winterspielen teilnahm. Bis 1994 waren chilenische Teilnehmer erfolglos. Erst 1998 konnten sich zwei Chilenen unter den ersten 15 Teilnehmern platzieren. Die Brüder Thomás und Rainer Grob lagen in der alpinen Kombination im Endklassement auf den Plätzen 11 und 13. 2002 in Salt Lake City nahmen erstmals chilenische Biathleten teil, 2014 in Sotschi Freestyle-Fahrer und ein Skilangläufer.

### Jugendspiele
Chile nahm mit 50 Jugendlichen, 23 Jungen und 27 Mädchen, an den Jugend-Sommerspielen 2010 in Singapur teil. Die Mädchenmannschaft im Fußball wurde Olympiasieger. Nach einem 3:2-Sieg im Halbfinale über die Türkei gab es im Finale gegen Äquatorialguinea nach 1:1 nach Verlängerung ein Elfmeterschießen, das die Chileninnen mit 5:3 gewinnen konnten. In der Leichtathletik wurde der Kugelstoßer Joaquín Ballivián Sechster. Im Radsport wurde Laura Holloway Fünfte auf dem Mountainbike, Fünfte im Zeitfahren und Neunte auf dem BMX.
2014 in Nanjing traten 15 Athleten an, neun Jungen und sechs Mädchen. Diego Delmonaco wurde über 110 Meter Hürden Achter. Im gemischten Springreiterteam mit fünf Springreitern aus fünf Nationen gewann Antoine Porte die Silbermedaille. Diese Medaille wird nicht in der chilenischen Medaillenbilanz gewertet, sie wird der Medaillenbilanz der gemischten Teams gutgeschrieben.

## Übersicht der Teilnehmer

### Sommerspiele
| Jahr      | Athleten                                        | Athleten                                        | Athleten                                        | Flaggenträger                                   | Sportarten                                      | Sportarten                                      | Sportarten                                      | Sportarten                                      | Sportarten                                      | Sportarten                                      | Sportarten                                      | Sportarten                                      | Sportarten                                      | Sportarten                                      | Sportarten                                      | Sportarten                                      | Sportarten                                      | Sportarten                                      | Sportarten                                      | Sportarten                                      | Sportarten                                      | Sportarten                                      | Sportarten                                      | Sportarten                                      | Sportarten                                      | Sportarten                                      | Sportarten                                      | Sportarten                                      | Sportarten                                      | Sportarten                                      | Medaillen                                       | Medaillen                                       | Medaillen                                       | Medaillen                                       | Medaillen                                       |
| Jahr      | Gesamt                                          | m                                               | w                                               | Flaggenträger                                   | Leichtathletik                                  | Reiten                                          | Radsport                                        | Schießen                                        | Boxen                                           | Fechten                                         | Tennis                                          | Fußball                                         | Schwimmen                                       | Basketball                                      | Segeln                                          | Wasserball                                      | Moderner Fünfkampf                              | Wasserspringen                                  | Rudern                                          | Judo                                            | Tischtennis                                     | Gewichtheben                                    | Taekwondo                                       | Triathlon                                       | Bogenschießen                                   | Kanusport                                       | Ringen                                          | Turnen                                          | Beach-Volleyball                                | Golf                                            |                                                 |                                                 |                                                 | Gesamt                                          | Rang                                            |
| --------- | ----------------------------------------------- | ----------------------------------------------- | ----------------------------------------------- | ----------------------------------------------- | ----------------------------------------------- | ----------------------------------------------- | ----------------------------------------------- | ----------------------------------------------- | ----------------------------------------------- | ----------------------------------------------- | ----------------------------------------------- | ----------------------------------------------- | ----------------------------------------------- | ----------------------------------------------- | ----------------------------------------------- | ----------------------------------------------- | ----------------------------------------------- | ----------------------------------------------- | ----------------------------------------------- | ----------------------------------------------- | ----------------------------------------------- | ----------------------------------------------- | ----------------------------------------------- | ----------------------------------------------- | ----------------------------------------------- | ----------------------------------------------- | ----------------------------------------------- | ----------------------------------------------- | ----------------------------------------------- | ----------------------------------------------- | ----------------------------------------------- | ----------------------------------------------- | ----------------------------------------------- | ----------------------------------------------- | ----------------------------------------------- |
| 1896      | Teilnahme des einzigen Starters nicht gesichert | Teilnahme des einzigen Starters nicht gesichert | Teilnahme des einzigen Starters nicht gesichert | Teilnahme des einzigen Starters nicht gesichert | Teilnahme des einzigen Starters nicht gesichert | Teilnahme des einzigen Starters nicht gesichert | Teilnahme des einzigen Starters nicht gesichert | Teilnahme des einzigen Starters nicht gesichert | Teilnahme des einzigen Starters nicht gesichert | Teilnahme des einzigen Starters nicht gesichert | Teilnahme des einzigen Starters nicht gesichert | Teilnahme des einzigen Starters nicht gesichert | Teilnahme des einzigen Starters nicht gesichert | Teilnahme des einzigen Starters nicht gesichert | Teilnahme des einzigen Starters nicht gesichert | Teilnahme des einzigen Starters nicht gesichert | Teilnahme des einzigen Starters nicht gesichert | Teilnahme des einzigen Starters nicht gesichert | Teilnahme des einzigen Starters nicht gesichert | Teilnahme des einzigen Starters nicht gesichert | Teilnahme des einzigen Starters nicht gesichert | Teilnahme des einzigen Starters nicht gesichert | Teilnahme des einzigen Starters nicht gesichert | Teilnahme des einzigen Starters nicht gesichert | Teilnahme des einzigen Starters nicht gesichert | Teilnahme des einzigen Starters nicht gesichert | Teilnahme des einzigen Starters nicht gesichert | Teilnahme des einzigen Starters nicht gesichert | Teilnahme des einzigen Starters nicht gesichert | Teilnahme des einzigen Starters nicht gesichert | Teilnahme des einzigen Starters nicht gesichert | Teilnahme des einzigen Starters nicht gesichert | Teilnahme des einzigen Starters nicht gesichert | Teilnahme des einzigen Starters nicht gesichert | Teilnahme des einzigen Starters nicht gesichert |
| 1900–1908 | nicht teilgenommen                              | nicht teilgenommen                              | nicht teilgenommen                              | nicht teilgenommen                              | nicht teilgenommen                              | nicht teilgenommen                              | nicht teilgenommen                              | nicht teilgenommen                              | nicht teilgenommen                              | nicht teilgenommen                              | nicht teilgenommen                              | nicht teilgenommen                              | nicht teilgenommen                              | nicht teilgenommen                              | nicht teilgenommen                              | nicht teilgenommen                              | nicht teilgenommen                              | nicht teilgenommen                              | nicht teilgenommen                              | nicht teilgenommen                              | nicht teilgenommen                              | nicht teilgenommen                              | nicht teilgenommen                              | nicht teilgenommen                              | nicht teilgenommen                              | nicht teilgenommen                              | nicht teilgenommen                              | nicht teilgenommen                              | nicht teilgenommen                              | nicht teilgenommen                              | nicht teilgenommen                              | nicht teilgenommen                              | nicht teilgenommen                              | nicht teilgenommen                              | nicht teilgenommen                              |
| 1912      | 14                                              | 14                                              | 0                                               | Leopoldo Palma                                  | 6                                               | 2                                               | 4                                               | 2                                               |                                                 |                                                 |                                                 |                                                 |                                                 |                                                 |                                                 |                                                 |                                                 |                                                 |                                                 |                                                 |                                                 |                                                 |                                                 |                                                 |                                                 |                                                 |                                                 |                                                 |                                                 |                                                 |                                                 |                                                 |                                                 |                                                 |                                                 |
| 1920      | 2                                               | 2                                               | 0                                               | Arturo Medina                                   | 2                                               |                                                 |                                                 |                                                 |                                                 |                                                 |                                                 |                                                 |                                                 |                                                 |                                                 |                                                 |                                                 |                                                 |                                                 |                                                 |                                                 |                                                 |                                                 |                                                 |                                                 |                                                 |                                                 |                                                 |                                                 |                                                 |                                                 |                                                 |                                                 |                                                 |                                                 |
| 1924      | 13                                              | 13                                              | 0                                               | Manuel Plaza                                    | 3                                               |                                                 | 3                                               |                                                 | 4                                               | 1                                               | 2                                               |                                                 |                                                 |                                                 |                                                 |                                                 |                                                 |                                                 |                                                 |                                                 |                                                 |                                                 |                                                 |                                                 |                                                 |                                                 |                                                 |                                                 |                                                 |                                                 |                                                 |                                                 |                                                 |                                                 |                                                 |
| 1928      | 38                                              | 38                                              | 0                                               | Manuel Plaza                                    | 8                                               |                                                 | 5                                               |                                                 | 4                                               | 6                                               |                                                 | 11                                              | 4                                               |                                                 |                                                 |                                                 |                                                 |                                                 |                                                 |                                                 |                                                 |                                                 |                                                 |                                                 |                                                 |                                                 |                                                 |                                                 |                                                 |                                                 |                                                 | 1                                               |                                                 | 1                                               | 30                                              |
| 1932      | nicht teilgenommen                              | nicht teilgenommen                              | nicht teilgenommen                              | nicht teilgenommen                              | nicht teilgenommen                              | nicht teilgenommen                              | nicht teilgenommen                              | nicht teilgenommen                              | nicht teilgenommen                              | nicht teilgenommen                              | nicht teilgenommen                              | nicht teilgenommen                              | nicht teilgenommen                              | nicht teilgenommen                              | nicht teilgenommen                              | nicht teilgenommen                              | nicht teilgenommen                              | nicht teilgenommen                              | nicht teilgenommen                              | nicht teilgenommen                              | nicht teilgenommen                              | nicht teilgenommen                              | nicht teilgenommen                              | nicht teilgenommen                              | nicht teilgenommen                              | nicht teilgenommen                              | nicht teilgenommen                              | nicht teilgenommen                              | nicht teilgenommen                              | nicht teilgenommen                              | nicht teilgenommen                              | nicht teilgenommen                              | nicht teilgenommen                              | nicht teilgenommen                              | nicht teilgenommen                              |
| 1936      | 40                                              | 39                                              | 1                                               | Rafael Zúñiga                                   | 10                                              |                                                 | 4                                               | 3                                               | 4                                               | 7                                               |                                                 |                                                 | 4                                               | 7                                               | 1                                               |                                                 |                                                 |                                                 |                                                 |                                                 |                                                 |                                                 |                                                 |                                                 |                                                 |                                                 |                                                 |                                                 |                                                 |                                                 |                                                 |                                                 |                                                 |                                                 |                                                 |
| 1948      | 54                                              | 50                                              | 4                                               | Mario Recordón                                  | 15                                              |                                                 | 4                                               | 4                                               | 5                                               | 3                                               |                                                 |                                                 |                                                 | 12                                              |                                                 | 8                                               | 2                                               | 1                                               |                                                 |                                                 |                                                 |                                                 |                                                 |                                                 |                                                 |                                                 |                                                 |                                                 |                                                 |                                                 |                                                 |                                                 |                                                 |                                                 |                                                 |
| 1952      | 59                                              | 55                                              | 4                                               | Adriana Millard                                 | 15                                              | 9                                               | 4                                               | 2                                               |                                                 |                                                 |                                                 | 11                                              | 1                                               | 13                                              |                                                 |                                                 | 3                                               |                                                 | 1                                               |                                                 |                                                 |                                                 |                                                 |                                                 |                                                 |                                                 |                                                 |                                                 |                                                 |                                                 |                                                 | 2                                               |                                                 | 2                                               | 31                                              |
| 1956      | 33                                              | 31                                              | 2                                               | Marlene Ahrens                                  | 6                                               |                                                 | 2                                               | 3                                               | 3                                               |                                                 |                                                 |                                                 |                                                 | 11                                              |                                                 |                                                 | 3                                               | 2                                               | 3                                               |                                                 |                                                 |                                                 |                                                 |                                                 |                                                 |                                                 |                                                 |                                                 |                                                 |                                                 |                                                 | 2                                               | 2                                               | 4                                               | 27                                              |
| 1960      | 9                                               | 8                                               | 1                                               | Marlene Ahrens                                  | 4                                               |                                                 |                                                 | 2                                               | 3                                               |                                                 |                                                 |                                                 |                                                 |                                                 |                                                 |                                                 |                                                 |                                                 |                                                 |                                                 |                                                 |                                                 |                                                 |                                                 |                                                 |                                                 |                                                 |                                                 |                                                 |                                                 |                                                 |                                                 |                                                 |                                                 |                                                 |
| 1964      | 14                                              | 14                                              | 0                                               | Aquiles Gloffka                                 | 3                                               | 1                                               |                                                 | 3                                               | 4                                               | 3                                               |                                                 |                                                 |                                                 |                                                 |                                                 |                                                 | 1                                               |                                                 |                                                 |                                                 |                                                 |                                                 |                                                 |                                                 |                                                 |                                                 |                                                 |                                                 |                                                 |                                                 |                                                 |                                                 |                                                 |                                                 |                                                 |
| 1968      | 21                                              | 19                                              | 2                                               | Rolf Hoppe                                      | 8                                               | 3                                               |                                                 | 4                                               | 6                                               |                                                 |                                                 |                                                 |                                                 |                                                 |                                                 |                                                 |                                                 |                                                 |                                                 |                                                 |                                                 |                                                 |                                                 |                                                 |                                                 |                                                 |                                                 |                                                 |                                                 |                                                 |                                                 |                                                 |                                                 |                                                 |                                                 |
| 1972      | 11                                              | 9                                               | 2                                               | René Varas                                      | 2                                               | 3                                               |                                                 | 2                                               | 3                                               |                                                 |                                                 |                                                 |                                                 |                                                 |                                                 |                                                 |                                                 |                                                 | 1                                               |                                                 |                                                 |                                                 |                                                 |                                                 |                                                 |                                                 |                                                 |                                                 |                                                 |                                                 |                                                 |                                                 |                                                 |                                                 |                                                 |
| 1976      | 7                                               | 7                                               | 0                                               | Juan Inostroza                                  | 1                                               |                                                 | 2                                               | 3                                               |                                                 | 1                                               |                                                 |                                                 |                                                 |                                                 |                                                 |                                                 |                                                 |                                                 |                                                 |                                                 |                                                 |                                                 |                                                 |                                                 |                                                 |                                                 |                                                 |                                                 |                                                 |                                                 |                                                 |                                                 |                                                 |                                                 |                                                 |
| 1980      | nicht teilgenommen                              | nicht teilgenommen                              | nicht teilgenommen                              | nicht teilgenommen                              | nicht teilgenommen                              | nicht teilgenommen                              | nicht teilgenommen                              | nicht teilgenommen                              | nicht teilgenommen                              | nicht teilgenommen                              | nicht teilgenommen                              | nicht teilgenommen                              | nicht teilgenommen                              | nicht teilgenommen                              | nicht teilgenommen                              | nicht teilgenommen                              | nicht teilgenommen                              | nicht teilgenommen                              | nicht teilgenommen                              | nicht teilgenommen                              | nicht teilgenommen                              | nicht teilgenommen                              | nicht teilgenommen                              | nicht teilgenommen                              | nicht teilgenommen                              | nicht teilgenommen                              | nicht teilgenommen                              | nicht teilgenommen                              | nicht teilgenommen                              | nicht teilgenommen                              | nicht teilgenommen                              | nicht teilgenommen                              | nicht teilgenommen                              | nicht teilgenommen                              | nicht teilgenommen                              |
| 1984      | 52                                              | 50                                              | 2                                               | Carlos Rossi                                    | 6                                               | 4                                               | 7                                               | 4                                               |                                                 |                                                 |                                                 | 14                                              |                                                 |                                                 | 7                                               |                                                 |                                                 |                                                 | 9                                               | 1                                               |                                                 |                                                 |                                                 |                                                 |                                                 |                                                 |                                                 |                                                 |                                                 |                                                 |                                                 |                                                 |                                                 |                                                 |                                                 |
| 1988      | 17                                              | 16                                              | 1                                               | Gert Weil                                       | 5                                               |                                                 |                                                 | 1                                               |                                                 |                                                 |                                                 |                                                 |                                                 |                                                 | 3                                               |                                                 | 3                                               |                                                 | 2                                               |                                                 | 3                                               |                                                 |                                                 |                                                 |                                                 |                                                 |                                                 |                                                 |                                                 |                                                 |                                                 | 1                                               |                                                 | 1                                               | 36                                              |
| 1992      | 12                                              | 9                                               | 3                                               | Gert Weil                                       | 3                                               |                                                 | 1                                               | 2                                               | 1                                               |                                                 | 1                                               |                                                 |                                                 |                                                 | 1                                               |                                                 |                                                 |                                                 |                                                 |                                                 | 3                                               |                                                 |                                                 |                                                 |                                                 |                                                 |                                                 |                                                 |                                                 |                                                 |                                                 |                                                 |                                                 |                                                 |                                                 |
| 1996      | 21                                              | 16                                              | 5                                               | Sebastián Keitel                                | 4                                               |                                                 | 5                                               | 1                                               | 1                                               | 1                                               | 2                                               |                                                 | 1                                               |                                                 | 1                                               |                                                 |                                                 |                                                 |                                                 |                                                 | 4                                               | 1                                               |                                                 |                                                 |                                                 |                                                 |                                                 |                                                 |                                                 |                                                 |                                                 |                                                 |                                                 |                                                 |                                                 |
| 2000      | 50                                              | 43                                              | 7                                               | Nicolás Massú                                   | 7                                               | 2                                               | 2                                               | 2                                               |                                                 | 1                                               | 2                                               | 17                                              | 2                                               |                                                 |                                                 |                                                 |                                                 |                                                 | 6                                               | 1                                               | 5                                               |                                                 | 1                                               | 1                                               | 1                                               |                                                 |                                                 |                                                 |                                                 |                                                 |                                                 |                                                 | 1                                               | 1                                               | 71                                              |
| 2004      | 22                                              | 16                                              | 6                                               | Kristel Köbrich                                 | 3                                               |                                                 | 3                                               | 1                                               |                                                 | 1                                               | 2                                               |                                                 | 3                                               |                                                 | 1                                               |                                                 |                                                 |                                                 | 2                                               | 1                                               | 4                                               |                                                 |                                                 |                                                 |                                                 | 1                                               |                                                 |                                                 |                                                 |                                                 | 2                                               |                                                 | 1                                               | 3                                               | 39                                              |
| 2008      | 26                                              | 20                                              | 6                                               | Fernando González                               | 6                                               | 1                                               | 5                                               | 1                                               |                                                 | 1                                               | 2                                               |                                                 | 2                                               |                                                 | 1                                               |                                                 | 1                                               |                                                 | 2                                               | 1                                               |                                                 | 1                                               |                                                 | 1                                               |                                                 | 1                                               |                                                 |                                                 |                                                 |                                                 |                                                 | 1                                               |                                                 | 1                                               | 70                                              |
| 2012      | 35                                              | 21                                              | 14                                              | Denisse van Lamoen                              | 8                                               | 4                                               | 3                                               | 1                                               |                                                 | 2                                               |                                                 |                                                 | 1                                               |                                                 | 3                                               |                                                 | 1                                               |                                                 | 1                                               | 1                                               | 1                                               | 2                                               | 1                                               | 2                                               | 1                                               |                                                 | 1                                               | 2                                               |                                                 |                                                 |                                                 |                                                 |                                                 |                                                 |                                                 |
| 2016      | 42                                              | 25                                              | 17                                              | Érika Olivera                                   | 10                                              | 1                                               | 2                                               | 1                                               |                                                 |                                                 | 2                                               |                                                 | 2                                               |                                                 | 9                                               |                                                 |                                                 |                                                 | 4                                               | 1                                               |                                                 | 2                                               | 1                                               | 1                                               | 1                                               |                                                 |                                                 | 2                                               | 2                                               | 1                                               |                                                 |                                                 |                                                 |                                                 |                                                 |
| Gesamt    | Gesamt                                          | Gesamt                                          | Gesamt                                          | Gesamt                                          | Gesamt                                          | Gesamt                                          | Gesamt                                          | Gesamt                                          | Gesamt                                          | Gesamt                                          | Gesamt                                          | Gesamt                                          | Gesamt                                          | Gesamt                                          | Gesamt                                          | Gesamt                                          | Gesamt                                          | Gesamt                                          | Gesamt                                          | Gesamt                                          | Gesamt                                          | Gesamt                                          | Gesamt                                          | Gesamt                                          | Gesamt                                          | Gesamt                                          | Gesamt                                          | Gesamt                                          | Gesamt                                          | Gesamt                                          | 2                                               | 7                                               | 4                                               | 13                                              | 77                                              |

### Winterspiele
| Jahr      | Athleten           | Athleten           | Athleten           | Flaggenträger                    | Sportarten         | Sportarten         | Sportarten         | Sportarten         | Medaillen          | Medaillen          | Medaillen          | Medaillen          | Medaillen          |
| Jahr      | Gesamt             | m                  | w                  | Flaggenträger                    | Ski Alpin          | Biathlon           | Skilanglauf        | Freestyle Ski      |                    |                    |                    | Gesamt             | Rang               |
| --------- | ------------------ | ------------------ | ------------------ | -------------------------------- | ------------------ | ------------------ | ------------------ | ------------------ | ------------------ | ------------------ | ------------------ | ------------------ | ------------------ |
| 1924–1936 | nicht teilgenommen | nicht teilgenommen | nicht teilgenommen | nicht teilgenommen               | nicht teilgenommen | nicht teilgenommen | nicht teilgenommen | nicht teilgenommen | nicht teilgenommen | nicht teilgenommen | nicht teilgenommen | nicht teilgenommen | nicht teilgenommen |
| 1948      | 4                  | 4                  | 0                  |                                  | 4                  |                    |                    |                    |                    |                    |                    |                    |                    |
| 1952      | 3                  | 3                  | 0                  |                                  | 3                  |                    |                    |                    |                    |                    |                    |                    |                    |
| 1956      | 3                  | 3                  | 0                  |                                  | 3                  |                    |                    |                    |                    |                    |                    |                    |                    |
| 1960      | 5                  | 5                  | 0                  | Vicente Vera                     | 5                  |                    |                    |                    |                    |                    |                    |                    |                    |
| 1964      | 5                  | 5                  | 0                  |                                  | 5                  |                    |                    |                    |                    |                    |                    |                    |                    |
| 1968      | 4                  | 3                  | 1                  |                                  | 4                  |                    |                    |                    |                    |                    |                    |                    |                    |
| 1972      | nicht teilgenommen | nicht teilgenommen | nicht teilgenommen | nicht teilgenommen               | nicht teilgenommen | nicht teilgenommen | nicht teilgenommen | nicht teilgenommen | nicht teilgenommen | nicht teilgenommen | nicht teilgenommen | nicht teilgenommen | nicht teilgenommen |
| 1976      | 5                  | 5                  | 0                  |                                  | 5                  |                    |                    |                    |                    |                    |                    |                    |                    |
| 1980      | nicht teilgenommen | nicht teilgenommen | nicht teilgenommen | nicht teilgenommen               | nicht teilgenommen | nicht teilgenommen | nicht teilgenommen | nicht teilgenommen | nicht teilgenommen | nicht teilgenommen | nicht teilgenommen | nicht teilgenommen | nicht teilgenommen |
| 1984      | 4                  | 4                  | 0                  | Alfredo Maturana                 | 4                  |                    |                    |                    |                    |                    |                    |                    |                    |
| 1988      | 5                  | 5                  | 0                  | Nils Linneberg                   | 5                  |                    |                    |                    |                    |                    |                    |                    |                    |
| 1992      | 5                  | 5                  | 0                  |                                  | 5                  |                    |                    |                    |                    |                    |                    |                    |                    |
| 1994      | 3                  | 3                  | 0                  | Nils Linneberg                   | 3                  |                    |                    |                    |                    |                    |                    |                    |                    |
| 1998      | 3                  | 3                  | 0                  | Duncan Grob                      | 3                  |                    |                    |                    |                    |                    |                    |                    |                    |
| 2002      | 6                  | 4                  | 1                  | Anita Irarrazábal                | 4                  | 2                  |                    |                    |                    |                    |                    |                    |                    |
| 2006      | 9                  | 5                  | 4                  | Daniela Anguita                  | 7                  | 2                  |                    |                    |                    |                    |                    |                    |                    |
| 2010      | 3                  | 2                  | 1                  | Jorge Mandrú                     | 3                  |                    |                    |                    |                    |                    |                    |                    |                    |
| 2014      | 6                  | 3                  | 3                  | Dominique Ohaco                  | 3                  |                    | 1                  | 2                  |                    |                    |                    |                    |                    |
| 2018      | 7                  | 3                  | 4                  | Henrik von Appen                 | 3                  |                    | 2                  | 2                  |                    |                    |                    |                    |                    |
| 2022      | 4                  | 2                  | 2                  | Henrik von Appen Dominique Ohaco | 2                  |                    | 1                  | 1                  |                    |                    |                    |                    |                    |
| Gesamt    | Gesamt             | Gesamt             | Gesamt             | Gesamt                           | Gesamt             | Gesamt             | Gesamt             | Gesamt             | 0                  | 0                  | 0                  | 0                  | -                  |

### Jugend-Sommerspiele
| Jahr   | Athleten | Athleten | Athleten | Flaggenträger  | Sportarten     | Sportarten | Sportarten | Sportarten | Sportarten | Sportarten | Sportarten | Sportarten | Sportarten | Sportarten | Sportarten         | Sportarten | Sportarten | Sportarten   | Medaillen | Medaillen | Medaillen | Medaillen | Rang |
| Jahr   | Gesamt   | Männer   | Frauen   | Flaggenträger  | Leichtathletik | Basketball | Radsport   | Reiten     | Fußball    | Turnen     | Hockey     | Segeln     | Schwimmen  | Triathlon  | Moderner Fünfkampf | Rudern     | Taekwondo  | Gewichtheben |           |           |           | Gesamt    | Rang |
| ------ | -------- | -------- | -------- | -------------- | -------------- | ---------- | ---------- | ---------- | ---------- | ---------- | ---------- | ---------- | ---------- | ---------- | ------------------ | ---------- | ---------- | ------------ | --------- | --------- | --------- | --------- | ---- |
| 2010   | 50       | 23       | 27       | Laura Munizaga | 3              | 4          | 4          | 1          | 18         | 1          | 16         | 1          | 1          | 1          |                    |            |            |              | 1         |           |           | 1         | 50   |
| 2014   | 15       | 9        | 6        |                | 2              |            |            | 1          |            |            |            | 2          | 1          | 2          | 1                  | 4          | 1          | 1            |           |           |           |           |      |
| Gesamt | Gesamt   | Gesamt   | Gesamt   | Gesamt         | Gesamt         | Gesamt     | Gesamt     | Gesamt     | Gesamt     | Gesamt     | Gesamt     | Gesamt     | Gesamt     | Gesamt     | Gesamt             | Gesamt     | Gesamt     | Gesamt       | 1         | 0         | 0         | 1         | 66   |

### Jugend-Winterspiele
| Jahr      | Athleten           | Athleten           | Athleten           | Flaggenträger      | Sportarten         | Medaillen          | Medaillen          | Medaillen          | Medaillen          | Rang               |
| Jahr      | Gesamt             | Männer             | Frauen             | Flaggenträger      | Sportarten         | Gesamt             |                    |                    |                    | Rang               |
| --------- | ------------------ | ------------------ | ------------------ | ------------------ | ------------------ | ------------------ | ------------------ | ------------------ | ------------------ | ------------------ |
| 2012–2016 | nicht teilgenommen | nicht teilgenommen | nicht teilgenommen | nicht teilgenommen | nicht teilgenommen | nicht teilgenommen | nicht teilgenommen | nicht teilgenommen | nicht teilgenommen | nicht teilgenommen |
| Gesamt    | Gesamt             | Gesamt             | Gesamt             | Gesamt             | Gesamt             | 0                  | 0                  | 0                  | 0                  | –                  |

## Liste der Medaillengewinner

### Goldmedaillen
| Name                            | Spiele     | Sportart | Disziplin | Anmerkung                         |
| ------------------------------- | ---------- | -------- | --------- | --------------------------------- |
| Fernando González Nicolás Massú | 2004 Athen | Tennis   | Doppel    | erster Olympiasieg Chiles         |
| Nicolás Massú                   | 2004 Athen | Tennis   | Einzel    |                                   |
| Francisca Crovetto              | 2024 Paris | Schießen | Skeet     | erster Olympiasieg einer Chilenin |

### Silbermedaillen
| Name                                                                              | Spiele         | Sportart       | Disziplin                 | Anmerkung                     |
| --------------------------------------------------------------------------------- | -------------- | -------------- | ------------------------- | ----------------------------- |
| Manuel Plaza                                                                      | 1928 Amsterdam | Leichtathletik | Marathon                  | erster Medaillengewinn Chiles |
| Óscar Cristi auf Bambi                                                            | 1952 Helsinki  | Reiten         | Springreiten Einzel       |                               |
| Óscar Cristi auf Bambi César Mendoza auf Pollan Ricardo Echeverría auf Lindo Peal | 1952 Helsinki  | Reiten         | Springreiten Mannschaft   |                               |
| Marlene Ahrens                                                                    | 1956 Melbourne | Leichtathletik | Speerwurf                 |                               |
| Ramón Tapia                                                                       | 1956 Melbourne | Boxen          | Mittelgewicht             |                               |
| Alfonso de Iruarrizaga                                                            | 1988 Seoul     | Schießen       | Skeet                     |                               |
| Fernando González                                                                 | 2008 Peking    | Tennis         | Einzel                    |                               |
| Yasmani Acosta                                                                    | 2024 Paris     | Ringen         | Griechisch-römisch 130 kg |                               |

### Bronzemedaillen
| Name                           | Spiele         | Sportart | Disziplin         | Anmerkung |
| ------------------------------ | -------------- | -------- | ----------------- | --------- |
| Claudio Barrientos             | 1956 Melbourne | Boxen    | Bantamgewicht     |           |
| Carlos Lucas                   | 1956 Melbourne | Boxen    | Halbschwergewicht |           |
| U-23-Fußballnationalmannschaft | 2000 Sydney    | Fußball  | Männerturnier     |           |
| Fernando González              | 2004 Athen     | Tennis   | Einzel            |           |

## Medaillen nach Sportart
| Sportart       | Gold | Silber | Bronze | Gesamt |
| Tennis         | 2    | 1      | 1      | 4      |
| Schießen       | 1    | 1      | 0      | 2      |
| Leichtathletik | 0    | 2      | 0      | 2      |
| Reiten         | 0    | 2      | 0      | 2      |
| Boxen          | 0    | 1      | 2      | 3      |
| Ringen         | 0    | 1      | 0      | 1      |
| Fußball        | 0    | 0      | 1      | 1      |
| Gesamt         | 3    | 8      | 4      | 15     |